# Onceștii Vechi
Onceștii Vechi – wieś w Rumunii, w okręgu Bacău, w gminie Oncești. W 2011 roku liczyła 85 mieszkańców.